# امرأة فوق القمة (فلم)
امرأة فوق القمة فيلم مصري من إنتاج عام 1997.

## قصة الفيلم
نعمة عبد الغفار امرأة متزوجة وتعمل موظفة بسيطة في إحدى الشركات، تعيش حياتها بشكل روتيني ممل بالإضافة إلى ضغط العمل، تتعرف على رجل ثري يرغب في شراء البيت عن طريق زوجها بسيوني، يقوم الثري بإغوائها وحثها على الطلاق من زوجها ليتزوجها، وفعلًا يتم ذلك وعندما تخبره بأنها حامل يتركها ويتخلى عنها وتكتشف بأنه أخذ عقد الزواج العرفي معه فتقرر الانتقام.

## بطولة
- نادية الجندي: (نعمة عبد الغفار).
- أحمد بدير: (بسيوني بسيوني).
- نهلة سلامة: (دينا سيد عبد الرحمن).
- عزت أبو عوف: (وجدي إبراهيم).
- جمال عبد الناصر: (المهندس أدهم المواردي).
- أحمد خليل: (فخري).
- عادل أمين: (رفعت).
- عزت المشد: (عمر - مسؤول بالداخلية).
- فاروق نجيب: (صالح).
- شريف العربي: (تامر بسيوني بسيوني).
- نعيم عيسى: (الشيخ هجان - رئيس البدو).
- نبيل عرفة: (وكيل النيابة).
- حمدي يوسف: (مسؤول الأوقاف).